# Las auténticas aventuras del profesor Thompson
Las auténticas aventuras del profesor Thompson (The Authentic Adventures of Professor Thompson/Les Aventures du Professeur Thompson) fue una serie de dibujos animados, de 26 episodios, emitida originalmente por Televisión Española. La serie fue grabada en 1994 y estrenada el 15 de enero de 1995. También ha sido doblada a otros idiomas como el inglés y retransmitida en Inglaterra (en Channel 4), Sri Lanka (en Dynavision), Francia (en La Cinquième, Canal J), Polonia (en TVP2, TV Polonia) y Alemania (en RTL II).

## Argumento
El profesor Thompson se encuentra con el faraón Apestophis Sereptah que viajó accidentalmente al presente, junto a sus dos esclavos Sepis y Porotosis, en una pequeña máquina del tiempo en forma de pirámide llamada El Carro de Osiris. Thompson tiene un pequeño amigo de origen ruso llamado Boris. Ambos ayudarán a Apestophis a volver a su tiempo en el Antiguo Egipto. Mientras tanto, en Baviera (Alemania) Frida von Krugen, junto a su ayudante Otto, intentará por todos los medios el apoderarse del Carro de Osiris para su uso propio frustrando en muchas ocasiones a Thompson y Boris el ayudar al Faraón el hacerlo regresar a su tiempo. Por otro lado Sepis (el constructor y experto en el Carro de Osiris) aprovechará cualquier ocasión para quedarse con la máquina completa como Frida (tanto el Carro como la Piedra Sagrada) para volver a su tiempo en el antiguo Egipto por su cuenta aunque eso le conlleve traicionar a sus amigos e incluso suplantar a su faraón. A pesar de ello ninguno dudará en ayudar a sus compañeros cuando se encuentren en peligro.
Dirección general y creación de la serie: Juan Ramón Pina.

## Casting y argumentación
- Música - Eduardo Armenteros
- Story Board - Marcano, Almela, y Valentín Domenech
- Director de Voz - Luis Lorenzo
- Profesor Thompson (voz Española) - Francisco Portes
- Boris (voz española) - Ángel de Andrés
- Frida Von Krugen (voz española) - Julia Trujillo
- Otto Von Krugen (voz española) - Narciso Ibáñez Menta
- Apestophis (voz española) - Manolo Andrés
- Sepis (voz española) - Ismael Abellán
- Porotosis (voz española) - Jesús Prieto
- Helga (voz española) - Luisa Armenteros
- Peter (voz española) - Laila Ripoll
- Lasagna (voz española) - Luis Lorenzo

## Lista de capítulos
La serie está formada por una única temporada de 26 capítulos. La estructura de cada uno es similar, Thompson y Boris ayudan a Apestophis a llevarlo de regreso a su tiempo pero esos intentos serán frustrados bien sea por Frida Von Krugen, Sepis o algún fallo inesperado del Carro de Osiris ya que para que funcione correctamente debe de estar compuesto por la máquina (pirámide) y la Piedra Sagrada (que es la que realmente permite el viaje en el tiempo) ya que por separado no se puede predecir su comportamiento o si funcionará.
1. El Carro de Osiris
2. Mercaderes y brujos
3. Los druidas
4. Samarcanda
5. El robo de la Pirámide
6. Frida Von Krugen
7. Vikingos y normandos
8. El talismán
9. La traición de Sepis
10. Una locomotora de vapor
11. La bailarina turca
12. Transilvania
13. En el Danubio
14. El elefante de oro
15. El experimento de Boris Igorovich
16. Bajo el influjo de la Luna
17. La mariposa de papel
18. En las costas de África
19. El templo de Diana
20. Bucaneros
21. Pirámides en Guatemala
22. Bajo el mar
23. La Piedra Sagrada
24. El secreto de Apestophis Sereptah
25. La isla de Ra
26. Del Támesis al Nilo